# Cecilie Vester
Cecilie Buk Vester (født 30. april 1990) er en dansk stregspiller, der spiller for København Håndbold. Hun har tidligere spillet for bl.a Nykøbing Falster Håndboldklub og SK Aarhus.